# 15992 Cynthia
15992 Cynthia este un asteroid din centura principală de asteroizi.

## Descriere
15992 Cynthia este un asteroid din centura principală de asteroizi. A fost descoperit pe 18 decembrie 1998 la Eskridge de Gary Hug. El prezintă o orbită caracterizată de o semiaxă mare de 2,32 ua, o excentricitate de 0,07 și o înclinație de 6,5° în raport cu ecliptica.